# 秦野ガス
秦野ガス（はだのガス、登記上の商号: 秦野瓦斯株式会社）は、神奈川県秦野市および平塚市の一部、伊勢原市の一部を供給区域とする都市ガス事業者である。

## 沿革
- 1956年12月：創立。当時の読みは「はたのガス」[1]。
- 1957年12月：供給開始。石炭乾留ガス、3,600kcal/m3。
- 1971年6月：熱量変更実施。石油系水蒸気改質ガス、5,000kcal/m3。
- 1986年11月：伊勢原市の一部に供給開始。
- 1987年3月：平塚市の一部に供給開始。
- 1996年4月：平塚市の東海大学湘南キャンパスを熱量変更。天然ガス、11,000kcal/m3
- 1999年6月：供給区域全域の熱量変更完了、天然ガス、11,000kcal/m3（46.04655MJ）。
- 2003年10月：天然ガス自動車用エコ・ステーション開設。
- 2006年2月：標準熱量変更。天然ガス、10,750kcal/m3（45MJ）。
- 2009年5月：ショールームオープン。
- 2016年4月：電気販売を開始。
- 2022年4月1日：読みを「はだのガス」へ変更[1]。

## 供給エリア
- 秦野市 今泉、今泉台、今川町、入船町、尾尻、上今川町、上大槻、河原町、寿町、幸町、栄町、桜町、三屋、清水町、下大槻、新町、水神町、末広町、鈴張町、曽屋、大秦町、立野台、鶴巻、鶴巻北、鶴巻南、戸川、栃窪、名古木、西大竹、西田原、東田原、ひばりヶ丘、平沢、富士見町、文京町、菩提、堀川、堀西、堀山下、本町、南が丘、南矢名、室町、元町、緑町
- 伊勢原市 大住台、坪ノ内、善波
- 平塚市 北金目、真田、南金目

## 東日本大震災の影響
2011年3月11日に発生した東北地方太平洋沖地震によって、鶴巻地区でガス管が損傷した。損傷個所から地下水や水道管損傷による漏水が流れ込んだことにより、380戸のガス供給が停止した。3月13日には、居住不可建物を除いて供給を再開した。

## 備考

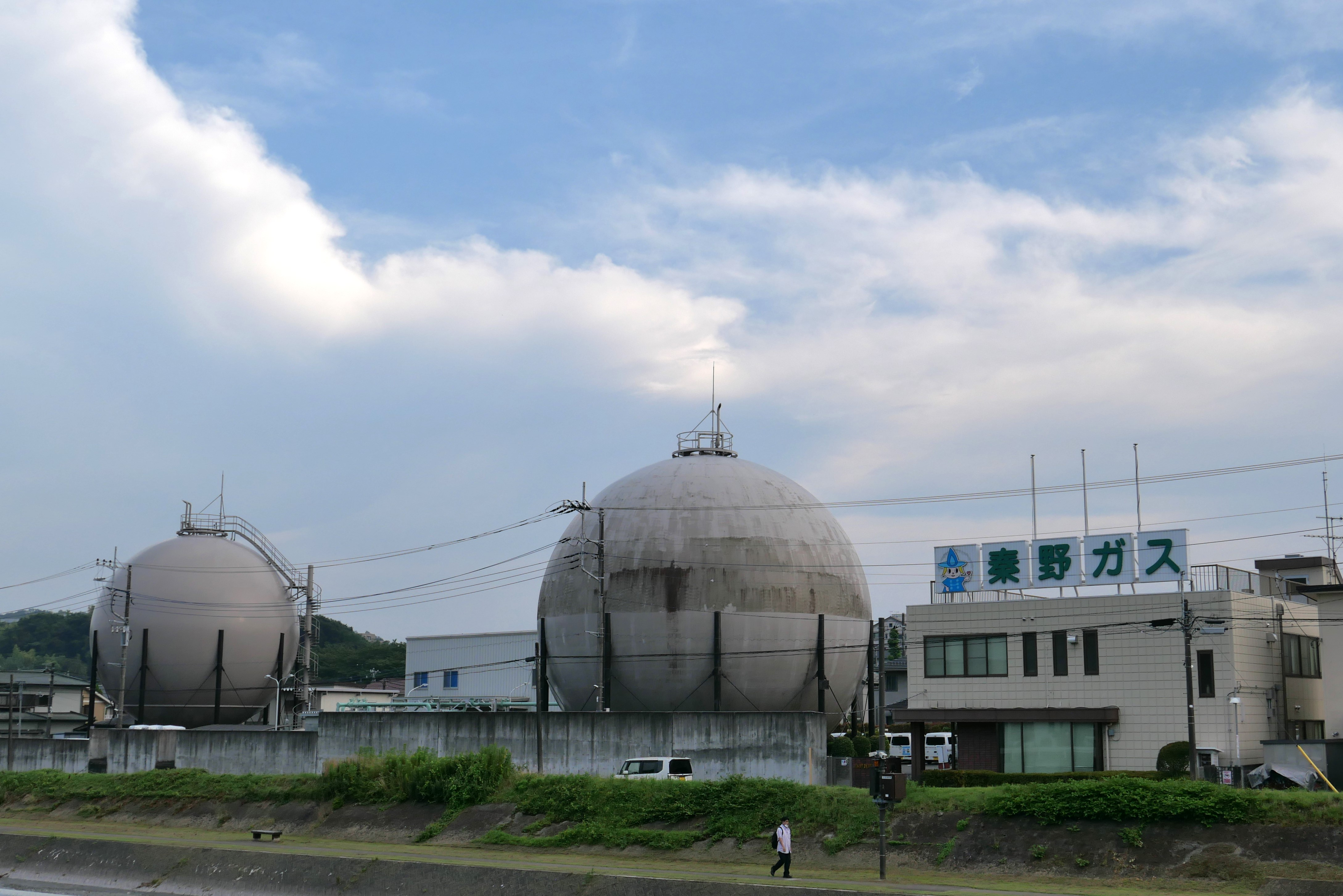
秦野ガスの2基のガスホルダーと本社社屋

- ガスホルダー（ガスタンク）は、秦野市の「ふるさと秦野生活美観計画」に沿った環境色彩の10YR系に塗装されている。
- 次世代を担う子供達を育むスポーツ団体の活動に対して、「地域少年スポーツ活動助成事業」を行っている[3]。